# Editorial Teide
Editorial Teide es una empresa editora fundada en Barcelona en 1942 por Frederic Rahola, discípulo de Alexandre Galí y de la Mutua Escolar Blanquerna y del historiador Vicens Vives. Su sede está en la calle Viladomat.
Desde sus inicios su actividad se ha centrado en los libros de enseñanza, ya fuera enseñanza primaria, secundaria o bachillerato, destacando por su renovación tanto en el contenido de los libros como en su presentación. Inicialmente, la producción de libros se hacía en castellano, pero desde 1954 la editorial publica también en catalán. El primer libro didáctico en catalán se editó tras la posguerra con el título de Historia de la literatura catalana, del profesor Joan Ruiz y Calonja. Posteriormente, en 1965, se editó el primer libro destinado a los niños, Beceroles de Àngels Garriga.
La editorial Teide ha recogido e incorporado a sus libros escolares la tradición pedagógica más avanzada y transformadora de Cataluña, introduciendo en la escuela las nuevas tendencias lingüísticas (con la incorporación de Carmina Pleyan y Cerdà) e incluso matemáticas (Zoltán Pál Dienes). Últimamente, la presencia del catalán en las ediciones de la Editorial es parte importante.